# Marian Hemar
Marian «Hemar» Hescheles (Leópolis, Galitzia y Lodomeria, 6 de abril de 1901-Dorking, Sudeste de Inglaterra, 11 de febrero de 1972), también conocido por sus pseudónimos: Jan Mariański y Marian Wallenrod, fue un poeta, periodista, dramaturgo, escritor de comedias y cantautor polaco.
Entre sus trabajos más destacados aparecen obras como: Może kiedyś innym razem y Upić się warto

## Biografía

### Primeros años
Nació en el seno de una familia judía en Leópolis.  Su madre, Berta, era tía de Stanislaw Lem, por lo que eran primos hermanos; Hemar, de adulto, visitaba a su primo en Leópolis durante la entreguerra.  Estudió medicina y filosofía en la Universidad Jan Kazimierz. Entre 1918 y 1919 pasaría a formar parte de la defensa de la ciudad como voluntario en la guerra polaco-ucraniana.

### Trayectoria profesional
En 1924 se traslada a Varsovia tras recibir una invitación de Jerzy Boczkowsky, director del Teatro Qui Pro Quo. A partir del año siguiente empezaba a hacerse un hueco dentro de la comunidad de las artes mientras actuaba en el cabaret junto con Julian Tuwim. Algunas producciones destacadas fueron: Banda, Morskie Oko y Cyrulik Warszawski. También participaría en varios sketches en Polskie Radio.
Como escritor cómico, escribiría szmonces (chistes de judíos y monólogos) y sketches satíricos con Tuwim y Antoni Słonimski.
También compuso piezas musicales inspirado por un amor no correspondido entre las que se incluye: Chciałabym, a boję się.[cita requerida]

### II Guerra Mundial y Polonia comunista
Poco después del estallido de la II Guerra Mundial, Hemar tuvo que abandonar Varsovia para escapar de la Gestapo.  La mayoría de sus parientes de Leópolis murieron en los pogromos de la ciudad o ejecutados en Belzec; solamente la familia nuclear de su primo Stanislaw Lem sobrevivió. Tras llegar a Rumania, se trasladaría finalmente a Oriente Medio, donde se alistaría y serviría en la Brigada Independiente de la Polonia Carpática. Mientras duró la contienda, continuaría con su actividad artística organizando conciertos y obras de teatro para las tropas polacas. También actuaría en uno de los pocos teatros operativos en Tobruk, por aquel entonces sitiada.
Tras el final de la guerra, se instauró un régimen comunista, y Hemar fue incapaz de regresar al país a causa de las persecuciones políticas que estaban teniendo lugar. Más adelante emigraría a Inglaterra, siendo una de las figuras más conocidas de la diáspora polaca. No obstante, continuó gozando de popularidad en Polonia gracias a las retransmisiones del programa semanal de la sección polaca de Radio Free Europe.

### Fallecimiento
Falleció el 11 de febrero de 1972 en Dorking, Sudeste de Inglaterra y fue enterrado en el cementerio de la Iglesia de Cristo, en Coldharbour. A día de hoy, existen planes para trasladar sus restos a Polonia.